# Liste des districts de l'Odisha

Les districts de l'Odisha.

L'Odisha en Inde.

L'État de l'Odisha, (auparavant appelé Orissa) , en Inde est formé de 30 districts,,,:

## Liste des districts
| Sigle | District      | Chef-lieu      | Population (2011) | Superficie (km²) | Densité 2011 | Site officiel                                       |
| ----- | ------------- | -------------- | ----------------- | ---------------- | ------------ | --------------------------------------------------- |
| AN    | Angul         | Angul          | 1,271,703         | 6,347            | 199          | http://angul.nic.in/                                |
| BD    | Boudh         | Boudh          | 439,917           | 4,289            | 142          | http://boudh.nic.in/                                |
| BH    | Bhadrak       | Bhadrak        | 1,506,522         | 2,788            | 601          | http://bhadrak.nic.in                               |
| BL    | Balangir      | Balangir       | 1,648,574         | 6,552            | 251          | http://balangir.nic.in                              |
| BR    | Bargarh       | Bargarh        | 1,478,833         | 5,832            | 253          | http://bargarh.nic.in                               |
| BW    | Balasore      | Balasore       | 2,317,419         | 3,706            | 609          | http://baleswar.nic.in/                             |
| CU    | Cuttack       | Cuttack        | 2,618,708         | 3,915            | 666          | http://cuttack.nic.in                               |
| DE    | Debagarh      | Debagarh       | 312,164           | 2,781            | 106          | http://deogarh.nic.in                               |
| DH    | Dhenkanal     | Dhenkanal      | 1,192,948         | 4,597            | 268          | http://dhenkanal.nic.in/                            |
| GN    | Ganjam        | Chhatrapur     | 3,520,151         | 8,033            | 429          | http://ganjam.nic.in/                               |
| GP    | Gajapati      | Paralakhemundi | 575,880           | 3,056            | 133          | http://gajapati.nic.in                              |
| JH    | Jharsuguda    | Jharsuguda     | 579,499           | 2,202            | 274          | http://jharsuguda.nic.in                            |
| JP    | Jajpur        | Jajpur         | 1,826,275         | 2,885            | 630          | http://jajpur.nic.in                                |
| JS    | Jagatsinghpur | Jagatsinghpur  | 1,136,604         | 1,759            | 681          | http://ordistricts.nic.in/district_home.php?did=jts |
| KH    | Khordha       | Khordha        | 2,246,341         | 2,888            | 799          | http://khordha.nic.in                               |
| KJ    | Kendujhar     | Kendujhar      | 1,802,777         | 8,336            | 217          | http://kendujhar.nic.in                             |
| KL    | Kalahandi     | Bhawanipatna   | 1,573,054         | 8,197            | 199          | http://kalahandi.nic.in/                            |
| KN    | Kandhamal     | Phulbani       | 731,952           | 6,004            | 91           | http://kandhamal.nic.in/                            |
| KO    | Koraput       | Koraput        | 1,376,934         | 8,534            | 156          | http://koraput.nic.in                               |
| KP    | Kendrapara    | Kendrapara     | 1,439,891         | 2,546            | 545          | http://kendrapara.nic.in                            |
| ML    | Malkangiri    | Malkangiri     | 612,727           | 6,115            | 106          | http://malkangiri.nic.in                            |
| MY    | Mayurbhanj    | Baripada       | 2,513,895         | 10,418           | 241          | http://mayurbhanj.nic.in/                           |
| NB    | Nabarangpur   | Nabarangpur    | 1,218,762         | 5,135            | 230          | http://nabarangpur.nic.in                           |
| NU    | Nuapada       | Nuapada        | 606,490           | 3,408            | 157          | http://www.nuapada.nic.in/                          |
| NY    | Nayagarh      | Nayagarh       | 962,215           | 3,954            | 247          | http://www.nayagarh.nic.in                          |
| PU    | Puri          | Puri           | 1,697,983         | 3,055            | 488          | http://puri.nic.in/                                 |
| RA    | Rayagada      | Rayagada       | 961,959           | 7,585            | 136          | http://rayagada.nic.in/                             |
| SA    | Sambalpur     | Sambalpur      | 1,044,410         | 6,702            | 158          | http://sambalpur.nic.in/                            |
| SO    | Subarnapur    | Subarnapur     | 652,107           | 2,284            | 279          | http://subarnapur.nic.in                            |
| SU    | Sundergarh    | Sundergarh     | 2,080,664         | 9,942            | 214          | http://sundergarh.nic.in/                           |